# きのこ木下
きのこ 木下（きのこ きのした）は、日本の女性漫画家。熊本県出身、埼玉県在住。

## 経歴
主に自身の周辺での日常をテーマとしたコミックエッセイを描いている。2019年までまんがライフ（竹書房）にて「きのこ木下のマンガ名作イッキ読み!」を連載していた。
既婚。2012年に第1子の女児が誕生。2014年には第2子の男児が誕生している。

## 作品リスト
- 東京ルームシェア生活 女3人 一緒ぐらしコミックエッセイ（メディアファクトリー、2011年10月21日発行）ISBN 978-4-8401-4274-8
- 趣味がないのでヘンテコ検定を受けてみた（芳文社、2013年8月17日発行）ISBN 978-4-8322-5219-6

## 参加作品
- それだけがネック（2020年、作画）